# Rebo
Rebo is een bestuurslaag in het regentschap Bangka van de provincie Bangka-Belitung, Indonesië. Rebo telt 4277 inwoners (volkstelling 2010).